# یوسف مالح
یوسف مالح (زادهٔ ۲۸ اوت ۱۹۹۸) بازیکن فوتبال اهل ایتالیا و زاده مراکش است که در باشگاه فوتبال فیورنتینا بازی می‌کند.

وی همچنین در تیم ملی فوتبال زیر ۲۱ سال ایتالیا بازی کرده‌است.